# 夏日书
《夏日书》（瑞典語：Sommarboken）是芬兰作家朵貝·楊笙写的小说。瑞典语原版出版于1972年，次年出版了芬兰语译本。小说讲述的是名叫索菲娅的女孩和她父亲及奶奶在芬兰湾岛上的夏季生活，从他们平凡生活和日常活动中，人们可以看到宽大世界、深刻哲理及美好生活。
一般认为该书的主人公索菲娅的原型是托芙的侄女索菲娅·扬松，奶奶的原型则为托芙自己的母亲西格纳·哈马斯滕-扬松。托芙在她母亲去世不久后写了该书。据索菲娅·扬松估计，书中三分之一的内容基于发生在她自己身上的事情，三分之一的内容来自托芙和她母亲的记忆，剩余部分则是完全虚构的。
《夏日书》是最多翻译成外语的芬兰作品之一，已经翻译至26门语言。2014年在伦敦以该书为蓝本创作为舞台剧。该小说正在改编为电影，格伦·克洛斯将在影片中出演。